# التعبير الدقيق

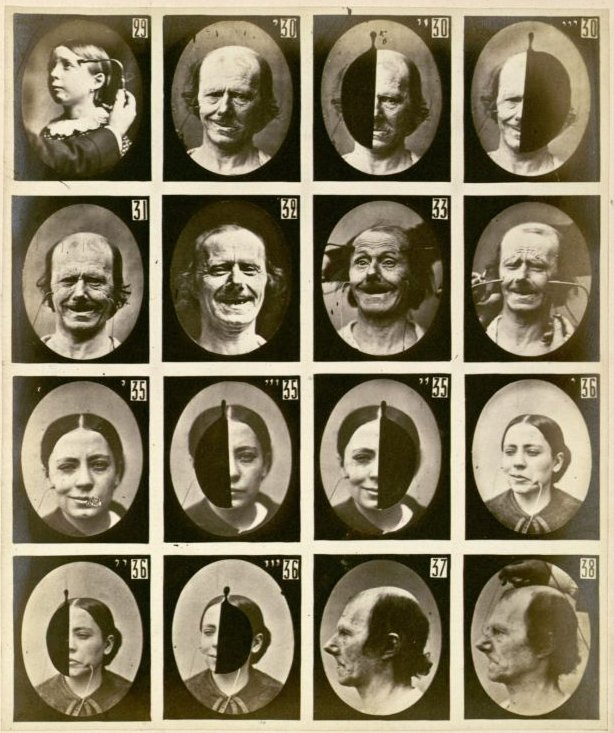

التعبير الدقيق هو تعبير للوجه يستمر للحظة قصيرة فقط. حيث أنه نتيجة فطرية للاستجابة العاطفية الطوعية واللاإرادية التي تحدث في وقت واحد وتتعارض مع بعضها البعض. وتحدث عندما تقوم اللوزة (مركز العاطفة في الدماغ) بالاستجابة بشكل مناسب للمحفزات التي يمر بها الشخص ويرغب في إخفائها. حيث يؤدي إلى قيام الشخص بإظهار مشاعره الحقيقة لفترة وجيزة ومن ثم يتبعها برد فعل عاطفي مزيف.
العواطف البشرية هي ردود فعل حيوية نفسية اجتماعية لا واعية تنشأ من جزء بالدماغ يسمى اللوزة العصبية والذي يستمر عادة لمدة 0.5- 4.0 ثانية،  على الرغم أن التعبير الجزئي عادة ما يستمر أقل من نصف ثانية. فعلى عكس تعبيرات الوجه العادية، من الصعب جداً أو يكاد أن يكون مستحيلاً إخفاء هذه التعبيرات الدقيقة. كما أنه من غير الممكن التحكم في التعبيرات الدقيقة لأنها تحدث في جزء من الثانية، ولكن من الممكن التقاط تعبيرات شخص ما بكاميرا عالية السرعة وإعادة تشغيلها بسرعات أبطأ بكثير. تعبر التعبيرات الدقيقة عن سبع مشاعر شمولية: الاشمئزاز، والغضب، والخوف، والحزن، والسعادة، والإزدراء والمفاجأة. ومن ناحية أخرى، قام بول إيكمان - في فترة التسعينات- بتوسيع قائمة المشاعر الخاصة به التي تشتمل على مجموعة من المشاعر الإيجابية والسلبية التي لم يتم ترميزها كلها في عضلات الوجه. حيث تتضمن هذه المشاعر: المتعة، والإحراج، والقلق، والشعور بالذنب، والفخر، والراحة، والرضا، والسرور، والعار. 

## التاريخ
يعتبر هاجارد وإيزاك هما من اكتشف التعبيرات الدقيقة لأول مرة. حيث أوضحا في دراستهما التي قاما بها عام 1966, كيف اكتشفا هذه التعبيرات «الدقيقة» والتي حدثت أثناء عملية مسح لأفلام الصور المتحركة للعلاج النفسي استغرقت ساعات خلال بحثهم عن مؤشرات للتواصل غير اللفظي بين المعالج والمرض. كما أن خلال سلسة من الدراسات، وجد بول إيكمان أن هناك اتفاق كبير بين أعضاء مختلف الثقافات الغربية والشرقية المتعلمة بشأن اختيارالملصقات العاطفية التي تناسب تعابير الوجه. والتي تضمنت التعبيرات التي وجد أنها عالمية أو شمولية والتي تشير إلى الغضب والاشمئزاز والخوف والسعادة والحزن والدهشة. بينما كانت النتائج المتعلقة بالإزدراء أقل وضوحاً، على الرغم من وجود بعض الأدلة الأولية على الأقل والتي تدل على أن هذه المشاعر وتعبيرها معترف بها عالمياً.
كما أوضح ايكمان من خلال عمله مع صديقه والاس في فريزين أن النتائج امتدت لتشمل رجال قبائل فور بابوا غينيا الجديدة، الذين لم يكن بإمكان أعضاؤهم يعرفون معنى التعبيرات العاطفية المعروضة على الإعلام. كما أظهر إيكمان وفريزين فيما بعد أن بعض المشاعر قد عُرضت بقواعد عرض محددة للغاية ووصفات خاصة بالثقافة حول من يمكنه إظهار المشاعر ولمن ومتى. يمكن لقواعد العرض هذه أن تشرح كيف يمكن للاختلافات الثقافية أن تخفي التأثير العالمي للتعبير.
وفي فترة الستينيات، كان ويليام كوندون رائداً في دراسة التفاعلات/ ردات الفعل التي تحدث على مستوى جزء من الثانية. حيث قام - في مشروعه البحثي الشهير- بفحص مقطع فيلم مدته أربع ثوان ونصف في مشروعه البحثي الشهير، قام بفحص قالب تلو القالب لمقطع من فيلم مدته أربع ثوان، حيث يمثل كل قالب 1/25 ثانية. وبعد دراسة هذه المقطع من الفيلم لمدة عام ونصف، اكتشف كوندون الحركات الدقيقة التفاعلية، مثل تحريك الزوجة لكتفها مثلما ارتفعت يدا الزوجوالذي من خلالها تم تجميع إيقاعات على المستوى الجزئي.

## الأنواع
عادةً ما يتم تصنيف التعبيرات الدقيقة بناءً على الكيفية التي تم بها تعديل التعبير والتي تكون على ثلاث مجمواعات:
- التعبيرات المحاكية : التي تكون عندما لا يكون التعبير الدقيق مصحوباً بعاطفة حقيقة.وهو النوع الأكثر شيوعاً الذي تُجرى عليه الدراسات بسبب طبيعته. حيث تحدث عندما تكون هناك لمحة تعبير قصيرة يعود بعدها للحالة المحايدة.[7]
- التعبيرات المحايدة: وتحدث عندما يتم قمع تعبير حقيقيي ويبقى الوجه محايداً حيث أن هذا التعبير الجزئي لا يمكن ملاحظته بسبب الكبت الناجح له من قبل الشخص.
- التعبيرات المقنعة : وتحدث عندما يتم إخفاء تعبير حقيقي تمامًا بتعبير مزيف. فالتعبيرات المقنعة هي تعبيرات دقيقة يُقصد بها إخفاءها، إما بطريقة واعية أو غير واعية.[8]

## في الصور والأفلام
قد يكون من الصعب بمكان التعرف على التعبيرات الدقيقة، لكن الصور الثابتة ومقاطع الفيديو يمكن أن تجعلها أسهل في الإدراك. فمن أجل معرفة كيفية التعرف على الطريقة التي يتم بها تسجيل المشاعر المختلفة من خلال أجزاء للوجه، يوصي إيكمان وفريزين بدراسة ما يسمونه «صور مخطط الوجه» والذي هو عبارة عن دراسات فوتوغرافية لـ نفس الشخص مظهراً كل المشاعر تحت ظروف ثابتة خلال التصوير الفوتوغرافي. ومع ذلك، نظراً لقصر مدتها - وبحسب التعريف- يمكن أن تحدث التعبيرات الدقيقة بسرعة كبيرة جداً بحيث لا يمكن التقاطها باستخدام التصوير الفوتوغرافي التقليدي. قام كل كوندون وجوتمان بتجميع أبحاثهم الأساسية من خلال مراجعة لقطات الفيلم بشكل مكثف. كما تمسح عملية التلاعب بمعدل الإطارات، للمشاهد بالتمييز بين المشاعر المختلفة بالإضافة إلى التمييز بين مراحلها وتعاقبها والتي قد يكون من التعرف عليها بطريقة أخرى. وقد تم توضيح هذه التقنية في الفيلم القصير«لحظات الفكر لمايكل سايمون تون» وفيلم في «مالايلام بريثمان 2016» -بالإنجليزي "Malayalam Pretham 2016 "- كذلك لدى بول إيكمان مواد قام بإنشائها على موقعه على الإنترنت تقوم بتعليم الناس كيفية التعرف على التعبيرات الدقيقة باستخدام صور فوتوغرافية مختلفة بما في ذلك الصور التي التقطها خلال فترة بحثه في غينيا الجديدة.

## الحالة المزاجية مقابل العواطف
تختلف الحالة المزاجية عن العواطف في أن المشاعر التي ينطوي عليها الأمر تستمر لفترة أطول.فعلى سبيل المثال، يطلق على الشعور بالغضب الذي يستمر لبضع دقائق أو حتى لمدة ساعة بالعاطفة. أما إذا بقي الشخص غاضباً طوال اليوم أوغضب عشرات المرات في ذلك اليوم فيسمى حالة مزاجية. ويطلق الكثير من الناس على الشخص بهذه الحالة أنه شخص سريع الإنفعال أو أن الشخص في حالة مزاجية غاضبة. فمثلما وصف بول إيكمان، أنه من الممكن ولكن من الصعب وقوعه أن يظهر شخص في هذا المزاج تعابير غضب كاملة على وجهه. حيث في كثير من الأحيان قد يتم الاحتفاظ فقط بأثر لتعبير الوجه الغاضب هذا على مدى طويل من الزمن؛ مثل فك مشدود أو جفن سفلي متوتر، أو شفة مضغوطة على الأخرى أو حواجب مسحوبة للأسفل. تُعرف العواطف على أنها نمط معقد من التغييرات، بما في ذلك الاستثارة الفسيولوجية، والمشاعر، والعمليات الإدراكية، وردود الفعل السلوكية، التي تأتي كاستجابة لموقف يعتبر أنه مهم شخصياً.

## التعبيرات الدقيقة القابلة للتحكم
تعابير الوجه ليست مجرد حالات لا يمكن التحكم بها، فقد يكون البعض منها في الواقع اختيارية فيما يكون بعضها الآخر غير طوعية وبالتالي قد يكون البعض منها صادقاً والبعض الآخر خاطئاً أو مضللاً. كما أن تعبيرات الوجه قابلة للتحكم بها فيما بعضها الآخر غير قابلة للتحكم. حيث يمكن أن يولد بعض الأشخاص وهم قادرين على التكم في تعبيراتهم (مثل الكذابين المرضيين)، بينما يتم تدريب البعض الآخر كالممثلين - على سبيل المثال. فقد يكون «الكاذبون العاديون» مدركين لقدرتهم على التحكم بهذه التعبيرات الدقيقة وكذلك يكون الذين يعرفونهم جيداً، وربما كانوا «يفلتون» من الأشياء منذ مرحلة الطفولة بسبب السهولة الكبيرة في خداع والديهم ومعلميهم وأصدقائهم. كما قد يقوم الناس بتصنع هذه التعبيرات في محاولة لخلق انطباع بأنهم يشعرون بمشاعر هم لا يشعرون بها حقيقة على الإطلاق. فقد يظهر الشخص تعبيراً يشبه الخوف بينما في الحقيقة لا يشعر بأي شيء أو ربما يشعر بمشاعر أخرى. ويتم التحكم في تعبيرات الوجه يتم التحكم في تعبيرات الوجه العاطفية لأسباب مختلفة، سواء كانت ثقافية أو بسبب الأعراف الإجتماعية.فعلى سبيل المثال- في الولايات المتحدة- يتعلم العديد من الأطفال الصغار قاعدة ثقافية على سبيل المثال، في الولايات المتحدة، يتعلم العديد من الأولاد الصغار قاعدة ثقافية معروفة التي تقول «الرجال الصغار لا يبكون ولا يبدو عليهم الخوف». كما أن هناك المزيد من هذه القواعد الشخصية المعروفة والتي لم يتعلمها معظم الناس ضمن ثقافة معينة بل بسبب نتاج خصوصيات عائلية معينة. فقد يتعلم الطفل ألا ينظر بغضب إلى والده أبداً كما عليه ألا يظهر حزنه أبداً عند خيبة أمل. وعادة ما تكون هذه القواعد المتبعة - سواء كانت ثقافية مشتركة بين معظم الناس أو شخصية أو فردية- يتم تعلمها جيداً أو مبكراً بحيث يتم التحكم في تعبيرات الوجه التي تمليها تلقائيًا دون تفكير أو وعي.

## الذكاء العاطفي
قد يكون من الصعب فهم تعبيرات الوجه اللاإرادية وفهمها بوضوح، وهي أكثر من أن تكون اختصاصاً ضمنياً للعقل اللاواعي. وقد توصل دانيال جولمان إلى استنتاج حول قدرة الفرد على التعرف على مشاعره بالإضافة إلى مشاعر الآخرين والقيام بالتمييز بين هذه المشاعر بالاعتماد على التأمل الذاتي (الاستبطان). والذي يعتبر كجزء من ما يسمى «الذكاء العاطفي» لجولمان. حيث في الذكاء العاطفي، يكون التناغم هو التزامن اللاواعي الذي يوجه التعاطف بحيث يعتمد التناغم بشكل كبير على التواصل الغير اللفظي.

## شيء جدلي
على الرغم من أن دراسة التعبيرات الدقيقة قد اكتسبت شعبية عبر وسائل الإعلام المعروفة إلا أن الدراسات أظهرت أنها تفتقر إلى الاتساق الداخلي في تكوين مفهومها. 
1. 1 2  Elena Svetieva; Mark G. Frank (Apr 2016). "Empathy, emotion dysregulation, and enhanced microexpression recognition ability". Motivation and Emotion (بالإنجليزية). 40 (2): 309–320. DOI:10.1007/s11031-015-9528-4. بروكويست 1771277976. {{استشهاد بدورية محكمة}}: templatestyles stripmarker في |المعرف= في مكان 1 (help)
2. ↑  Hurley, Carolyn M؛ Anker, Ashley E؛ Frank, Mark G؛ Matsumoto, David؛ Hwang, Hyisung C. (أكتوبر 2014). "Background factors predicting accuracy and improvement in micro expression recognition". Motivation and Emotion. ج. 38 ع. 5: 700–714. DOI:10.1007/s11031-014-9410-9. بروكويست 1555933143. {{استشهاد بدورية محكمة}}: templatestyles stripmarker في |المعرف= في مكان 1 (مساعدة)
3. ↑  Ekman، Paul (1999). "Basic Emotions". في T. Dalgleish؛ M. Power (المحررون). Handbook of Cognition and Emotion. ساسكس, UK: جون وايلي وأولاده, Ltd.
4. ↑  Ekman، Paul (1992). "Facial Expressions of Emotion: An Old Controversy and New Findings". المعاملات الفلسفية للجمعية الملكية. London. ج. B335 ع. 1273: 63–69. DOI:10.1098/rstb.1992.0008. PMID:1348139.
5. ↑  Matsumoto، David (1992). "More evidence for the universality of a contempt expression". Motivation and Emotion. ج. 16 ع. 4: 363–368. DOI:10.1007/bf00992972.
6. ↑  Ekman، P.؛ Friesen, W.V. (1971). "Constants across cultures in the face and emotion" (PDF). Journal of Personality and Social Psychology. ج. 17 ع. 2: 124–129. DOI:10.1037/h0030377. PMID:5542557. مؤرشف من الأصل في 2015-02-28. اطلع عليه بتاريخ 2015-02-28.
7. ↑  "Archived copy" (PDF). مؤرشف من الأصل (PDF) في 2013-12-16. اطلع عليه بتاريخ 2013-11-17.{{استشهاد ويب}}:  صيانة الاستشهاد: الأرشيف كعنوان (link)
8. ↑  Godavarthy، Sridhar. "Microexpression spotting in video using optical strain". Web. مؤرشف من الأصل في 2020-09-30. اطلع عليه بتاريخ 2011-06-15.
9. ↑  Goleman، Daniel (1995). Emotional intelligence. New York: Bantam Books. مؤرشف من الأصل في 2012-02-07.